# 海西蒙藏哈萨克族自治区
海西蒙藏哈萨克族自治区，中华人民共和国旧自治区名。1954年置（地级）。在今青海省北部。辖都兰蒙族自治区和天峻藏族自治区（县级）。自治区人民政府驻都兰蒙族自治区（今都兰县）察汗乌苏。1955年改置海西蒙藏哈萨克族自治州。